# Mel Carnahan
Melvin Eugene Carnahan, detto Mel (Birch Tree, 11 febbraio 1934 – Goldman, 16 ottobre 2000), è stato un politico e avvocato statunitense, governatore del Missouri dal 1993 al 2000.

## Biografia
Figlio di A. S. J. Carnahan, deputato per lo stato del Missouri dal 1945 al 1961, Mel frequentò la George Washington University e si laureò in legge all'Università del Missouri. Prestò servizio nella United States Air Force, dalla quale si congedò con il grado di primo tenente.
Nel 1954 sposò Jean Carpenter, dalla quale ebbe quattro figli: Roger (detto Randy, che perì nell'incidente aereo in cui morì anche suo padre), Russ (eletto deputato al Congresso nel 2005), Robin (eletta segretario di stato del Missouri nel 2004) e Tom (fondatore del Wind Capital Group, una società che si occupa della costruzione di parchi eolici).
Sin da giovane Carnahan intraprese la strada paterna, divenendo molto attivo politicamente e nel 1980 riuscì a diventare tesoriere di stato. Nel 1984 fallì nel tentativo di farsi eleggere governatore ma quattro anni dopo vinse le elezioni per vicegovernatore. Nel 1992 si ricandidò a governatore, questa volta ottenendo l'incarico; gli fu poi commissionato un secondo mandato nel 1996.
In vista della scadenza del secondo mandato da governatore, Carnahan decise di tentare l'elezione al Senato, sfidando il repubblicano uscente John David Ashcroft. La gara fu molto serrata e appena tre settimane prima delle elezioni, l'aereo su cui viaggiava Carnahan si schiantò, uccidendo i tre passeggeri (lo stesso Carnahan, suo figlio Randy che pilotava il velivolo e il consigliere Chris Sifford). Nonostante la morte dell'uomo però, la legge del Missouri non permetteva che la sua candidatura al Senato potesse essere rimossa e così Carnahan si trovò a gareggiare da deceduto e riuscì a vincere le elezioni. Il suo vice Roger Wilson (nel frattempo divenuto governatore effettivo) aveva promesso agli elettori che se Carnahan fosse uscito vincitore, lui avrebbe dato il seggio alla sua vedova, Jean, e così avvenne. La donna rimase in carica per quasi due anni, fino a quando vennero indette delle elezioni per determinare la persona che avrebbe portato a termine il mandato di Carnahan (altri quattro anni); la signora Carnahan si candidò, ma venne sconfitta per poco dal repubblicano Jim Talent.